# Republika Rosyjska

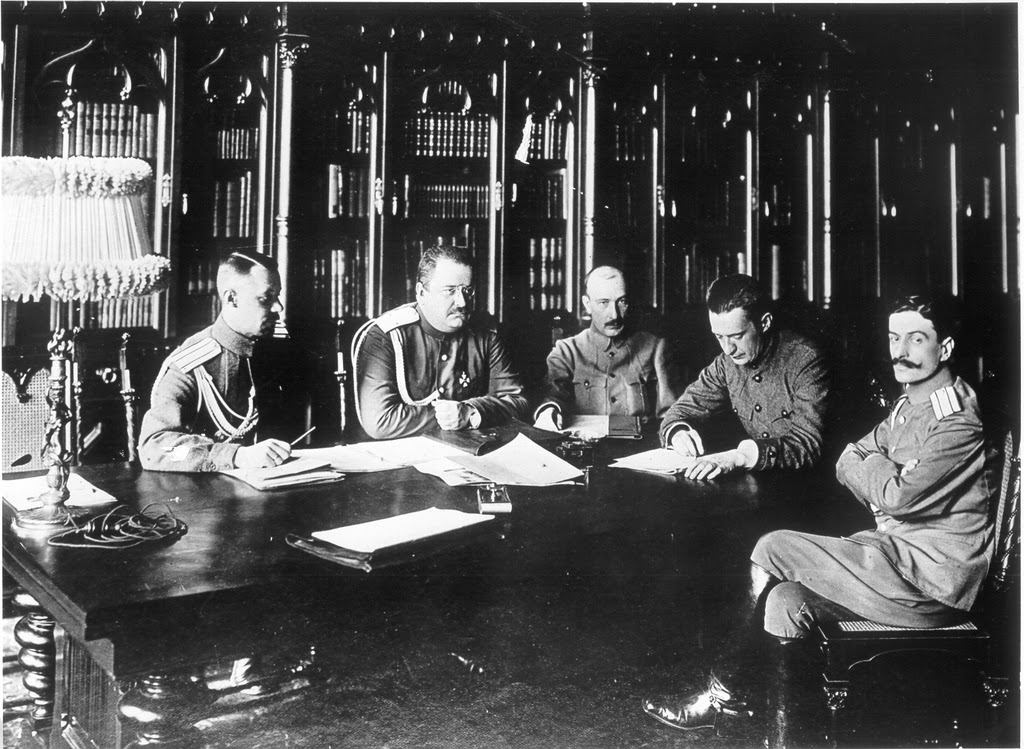
Posiedzenie Ministerstwa Wojny Rządu Tymczasowego w 1917 r. Od lewej siedzą: pułkownik Baranowski, generał-major Grigorij Jakubowicz, wiceminister spraw wewnętrznych Boris Sawinkow, premier Aleksander Kiereński i pułkownik Gieorgij Tumanow

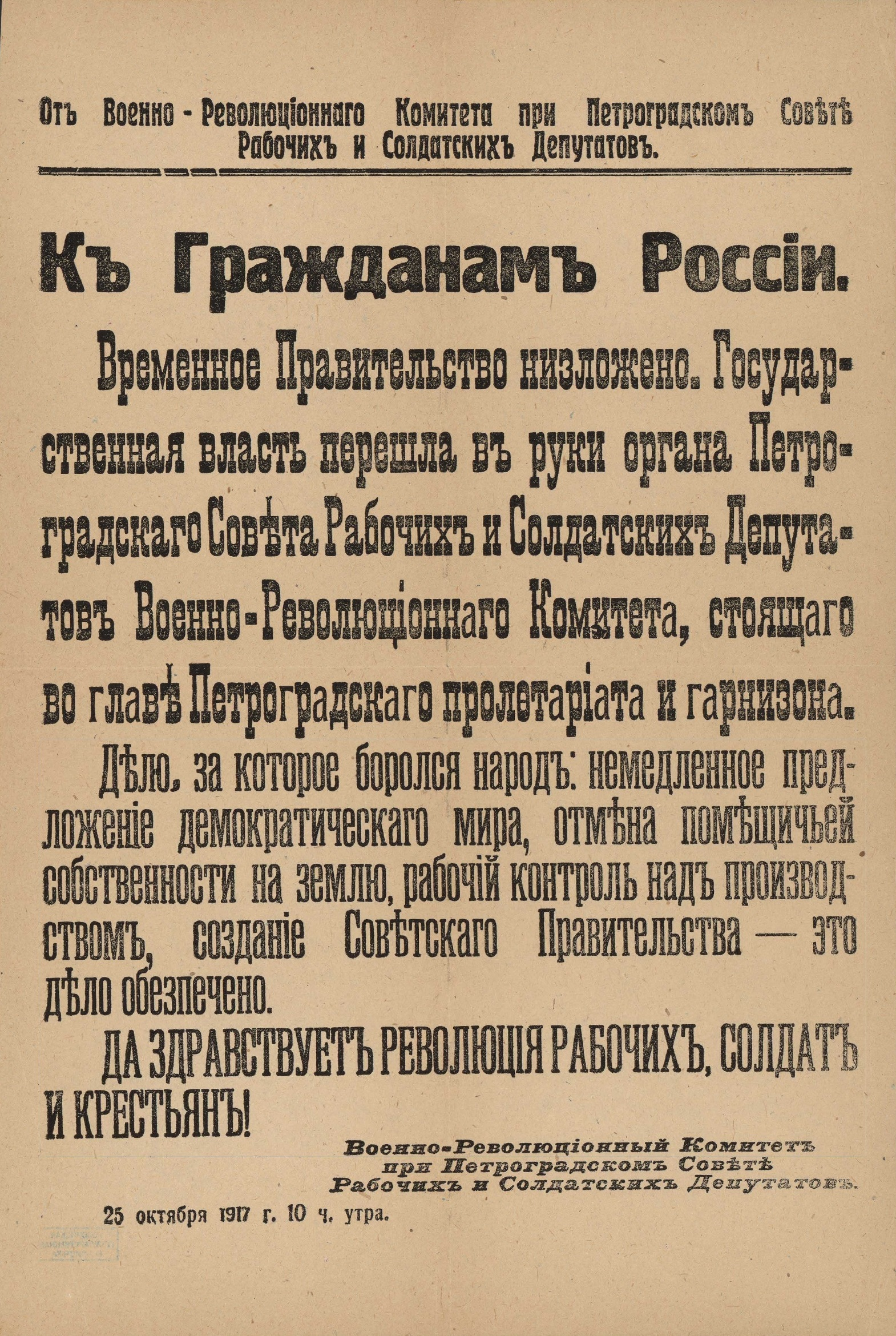
Ogłoszenie o zniesieniu Rządu Tymczasowego z 1917 r.

Republika Rosyjska (ros. Российская республика) – oficjalna nazwa Rosji w okresie od 1 września?/14 września 1917 do 26 października?/8 listopada 1917. Republika została proklamowana przez Dyrektoriat Rządu Tymczasowego 14 września. Okres poprzedzający Republikę nazywany jest władzą Rządu Tymczasowego (ros. Временное правительство России) i trwał od 15 marca do 14 września 1917 roku.

## Historia
Po abdykacji cesarza Mikołaja II Romanowa 2 marca?/15 marca 1917, jego brat Michał II został de facto ostatnim carem Rosji. Nie został koronowany, formalnie odmówił przyjęcia tronu, nie posługiwał się tytułem cesarskim, ani też nie sprawował rzeczywistej władzy. Z drugiej strony, to na jego rzecz abdykował Mikołaj II i to on wydał ostatni akt o znaczeniu państwowym sygnowany przez dom Romanowów. Dopiero jego abdykacja ostatecznie położyła kres rosyjskiej monarchii. Po abdykacji Michała II Rząd Tymczasowy ustanowił w kraju republikę, co też zostało wcześniej uzgodnione z Michałem II. W dzienniku Michała II widnieje taki oto zapis z dnia 15 marca 1917 roku:
Postanowiliśmy tego ranka, że wydamy deklarację o ustanowieniu Rosji republiką. Co znaczy, że ta forma rządów będzie trwać tak długo jak długo będzie panować tam porządek i sprawiedliwość.
Zajęcie przez bolszewików Pałacu Zimowego i aresztowanie członków Rządu Tymczasowego w czasie rewolucji październikowej położyło kres jego istnieniu i Republice. W Rosji zdążyły jeszcze odbyć się listopadzie 1917 roku demokratyczne wybory do Konstytuanty, w których zwyciężyli eserowcy. 
Po przejęciu władzy przez bolszewików, 12 lipca 1918 roku została podjęta decyzja o rozstrzelaniu rodziny cesarskiej. W nocy z 16 na 17 lipca Mikołaj II wraz z rodziną został rozstrzelany przez bolszewików w Jekaterynburgu na Uralu. Rozstrzelanie Mikołaja II miało na celu m.in. uniemożliwić ewentualny powrót do monarchii i stanu sprzed rewolucji październikowej.
Rząd Tymczasowy nie zdecydował się na wystąpienie z Ententy i jednostronne zakończenie wojny. Podjęte decyzje: zniesienie cenzury, zniesienie kary śmierci, rozwiązanie policji politycznej (Ochrany). Rząd Tymczasowy kierowany był początkowo przez konstytucyjnego demokratę, księcia Gieorgija Lwowa, a od 21 lipca przez trudowika Aleksandra Kiereńskiego. 
Państwa, które powstały w wyniku kryzysu politycznego w Rosji w 1917 r.:

- Ukraińska Republika Ludowa
- Litewsko-Białoruska Socjalistyczna Republika Rad
- Królestwo Finlandii
- Mołdawska Republika Demokratyczna
- Kubańska Republika Ludowa z terytorium mniej więcej odpowiadającym krainie historycznej Kubań
- Idel-Ural
- Zakaukaska Demokratyczna Republika Federacyjna
- Republika Górska Północnego Kaukazu
- Ałasz Orda